# Sebastes melanosema
Sebastes melanosema är en fiskart som beskrevs av Lea och Fitch, 1979. Sebastes melanosema ingår i släktet Sebastes och familjen kungsfiskar. Inga underarter finns listade i Catalogue of Life.